# Thomas Gerberich
Thomas Gerberich (* 1954) ist ein deutscher Diplomat. Er war zuletzt von August 2017 bis Juni 2020 Botschafter in Nordmazedonien.

## Leben und Wirken
Nach einem Studium der Sinologie an der Humboldt-Universität in Berlin trat Thomas Gerberich 1992 in den Auswärtigen Dienst ein.
Nach einer Zeit in der Wirtschaftsabteilung des Auswärtigen Amtes wurde er 1995 zunächst an das Generalkonsulat Hongkong versetzt und übernahm im gleichen Jahr den Posten des stellvertretenden Leiters des Generalkonsulates Kanton. 1998 kam Gerberich zurück in das Auswärtige Amt in Berlin und arbeitete bis 2002 im Grundsatzreferat der Abteilung für Vereinte Nationen.
Von 2002 bis 2004 war er stellvertretender Leiter der Botschaft Pjöngjang und leitete danach bis 2006 das Generalkonsulat Chengdu. Nach einer Verwendung als Stellvertretender Referatsleiter Ostasiens im Auswärtigen Amt (2006–2008) übernahm er von 2008 bis 2009 die Leitung der Politischen Abteilung an der Botschaft Peking.
2009 kehrte er in die Abteilung für Vereinte Nationen in Berlin zurück und beschäftigte sich mit Wirtschafts- und Entwicklungsfragen. 2011 wechselte er als stellvertretender Referatsleiter in das Grundsatzreferat Vereinte Nationen.
2013 wurde Gerberich Referatsleiter in der Abteilung Internationale Ordnung, Vereinte Nationen und Rüstungskontrolle.
Im August 2017 ging Gerberich als deutscher Botschafter nach Skopje, Nordmazedonien, wo er auf Christine Althauser folgte. Er blieb bis Juni 2020 auf diesem Posten und wurde dann von Anke Holstein abgelöst.
Thomas Gerberich ist verheiratet und hat ein Kind.